# Sindrome coronarica acuta
La sindrome coronarica acuta o SCA è una definizione che riunisce le diverse manifestazioni cliniche della cardiopatia ischemica o, per meglio specificare, della patologia delle arterie coronarie. Il sintomo che unisce tali manifestazioni è il dolore precordiale, presente nella maggior parte delle persone che si recano nei Pronto Soccorso degli Ospedali nel sospetto di una patologia cardiovascolare. Tale sintomo è spesso irradiato al braccio sinistro, alla mandibola e associato a sintomi neurovegetativi quali nausea e vomito.

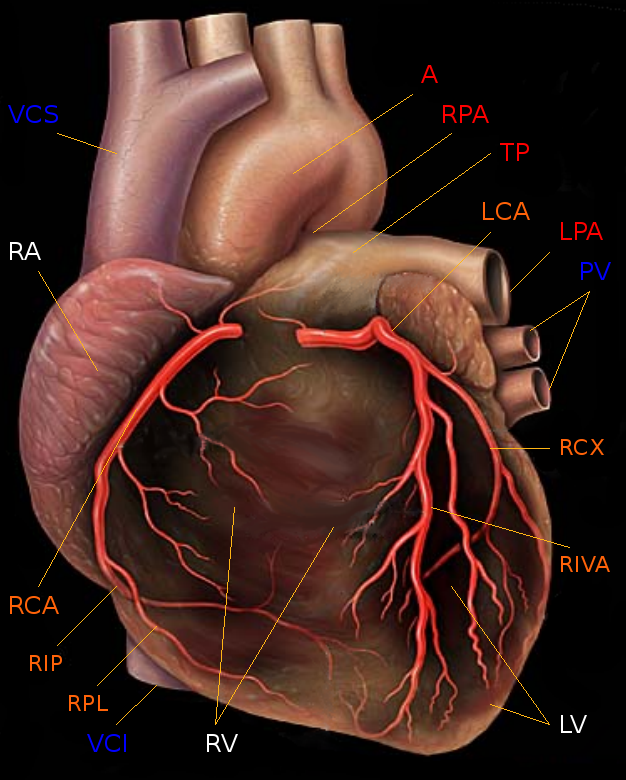
LCA: coronaria sinistra. RCA: coronaria destra. RCX: ramo circonflesso. RIVA: ramo interventricolare anteriore

## Eziologia
Le cause più comuni sono da ricercare fra le patologie cardiovascolari che affliggono le nazioni cosiddette industrializzate:
- ipertensione arteriosa[3]
- diabete mellito[4]
- ipercolesterolemia e ipertrigliceridemia[5]
- obesità[4]
- fumo[6]
- attività fisica ridotta[7]

Da ricordare che l'età avanzata e il sesso sono fra i fattori di rischio più importanti, ma non di meno immodificabili e incorreggibili.

## Clinica

### Classificazione
La sindrome coronarica acuta comporta tre principali quadri clinici:
- Angina pectoris senza aumento delle troponine I e T o Angina instabile. In questo quadro clinico abbiamo a livello dell'albero coronarico delle stenosi, che in modo intermittente creano una riduzione del flusso di sangue con la comparsa del dolore toracico; in taluni casi, se le crisi sono ravvicinate, si parla di angina pre-infartuale o angina in crescendo. I marker biochimici di ischemia in questo caso sono normali o solo leggermente al di sopra della norma.

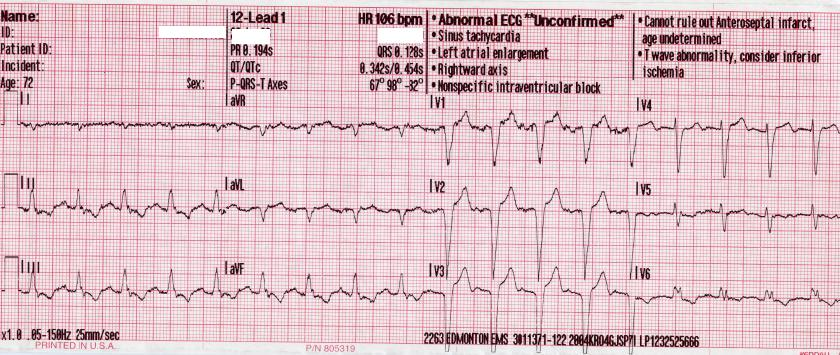
Alterazioni compatibili con ischemia infero-laterale (NSTEMI): ST sottolivellato in DII-DIII-aVF-V5V6

- Infarto miocardico acuto con aumento delle troponine I e T, ma senza sopraslivellamento del tratto ST (NSTEMI = Non-ST elevation myocardial infarction): nelle vecchie classificazioni veniva definito infarto subendocardico[8]. L'ischemia è dovuta di solito a un'occlusione incompleta o transitoria del vaso coronarico. I marker d'ischemia si modificano rispetto ai valori normali, ma manca il quadro elettrocardiografico più noto e caratteristico dell'infarto (l'elevazione del tratto ST); in effetti ciò che più si evidenzia all'ECG è il sottoslivellamento del tratto ST, pressoché sempre reversibile con la disostruzione dell'arteria.

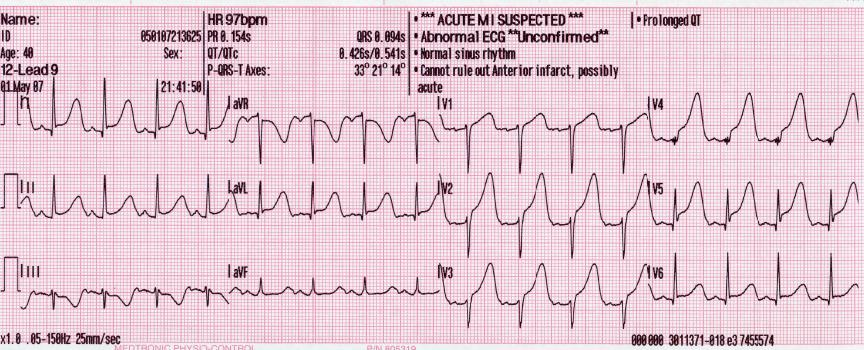
Infarto miocardico anteriore esteso (STEMI): ST sopralivellato in V1-V6

- Infarto miocardico acuto, con sopraslivellamento del tratto ST (STEMI = ST elevation myocardial infarction): nelle vecchie classificazioni veniva definito infarto subepicardico. È il quadro clinico più noto, dovuto a occlusione (o sub-occlusione severa) del vaso coronarico incriminato (culprit lesion)[9]. I marker biochimici sono molto elevati, il che indica che è avvenuta una necrosi di tessuto miocardico, e l'elettrocardiogramma mostra delle alterazioni caratteristiche (elevazione del tratto ST e talora formazione dell'onda Q).

### Segni e sintomi
In presenza di dolore toracico vi è la necessità di arrivare alla diagnosi quanto prima, poiché il cuore può essere danneggiato dal prolungamento del tempo di ischemia a cui è sottoposto: vi sono dei protocolli del dolore toracico in qualsiasi Pronto Soccorso, che permettono al paziente di seguire dei percorsi prestabiliti e condivisi in tutti i reparti di emergenza ospedaliera

### Esami strumentali e di laboratorio

Approccio al paziente con sindrome coronarica acuta. La valutazione degli enzimi cardiaci nel siero permette di distinguere l'angina instabile dai quadri infartuali. Questi ultimi vengono ulteriormente distinti grazie all'elettrocardiografia.

Si riportano, brevemente, le fasi di accertamento in corso di sospetta sindrome coronarica acuta:
1. Raccolta dell'anamnesi con esecuzione dell'elettrocardiogramma, prelievo di sangue per Troponina I[11], Mioglobina, emocromo e profilo coagulativo[12]. Controllo della pressione arteriosa e monitoraggio per le successive 8-12 ore, se non vi fossero dati chiari
2. A seconda delle alterazioni elettrocardiografiche sopra menzionate e della positività degli esami di laboratorio, il paziente verrà inquadrato in una delle sindromi acute e verrà trattato di conseguenza (si rimanda alle voci: infarto miocardico acuto, angina pectoris e coronarografia).

## Trattamento
La terapia è fondamentalmente da considerare in pre-ospedaliera e ospedaliera, contemplando la necessità di diversificazione dei trattamenti in base all'esordio dei sintomi e la possibilità di giungere in un centro fornito di emodinamica. Attualmente la terapia elettiva in corso di sindrome coronarica acuta da infarto del miocardio è l'angioplastica coronarica con l'impianto di stent coronarico a rilascio di farmaco in alcuni gruppi di pazienti come quelli affetti da diabete mellito

### Prognosi
È facilmente intuibile che la prognosi dipende dalle condizioni di base del paziente e dalle patologie concomitanti o comorbilità: in effetti la presentazione della sindrome e la sua gravità, saranno influenzate da molti fattori (si rimanda alle singole voci).
Potrebbe essere stato individuato un nuovo predittore, validato per la prognosi della SCA. L'associazione tra acido urico e le malattie cardiovascolari non è completamente nota e tanto meno studiata: in particolare, il valore prognostico dei livelli di acido urico nei pazienti con sindromi coronariche acute, sottoposti ad angioplastica.
Un recente studio ha incluso 5 124 pazienti con sindromi coronariche acute sottoposti a intervento coronarico percutaneo e come end point primario ad un anno fu considerata la mortalità: i pazienti sono stati divisi in quartili in base al livello di acido urico.
I dati finali hanno confermato che l'associazione tra acido urico e mortalità è risultata significativa, con un aumento del 12% del rischio aggiustato per la mortalità a 1 anno per ogni mg/dl di aumento dei livelli di acido urico.
È ovvio che i dati preliminari siano interessanti, ma vi è la necessità di un follow up più lungo, infatti la valutazione all'anno è tipica degli studi su procedura interventista e non medica.
Se i dati verranno validati da altri trials, potremmo avere un esame a basso costo come predittore indipendente nella prognosi della SCA.

## Prevenzione
Un controllo dei fattori di rischio cardiovascolare già indicati, porterà ad una diminuzione della probabilità di ammalarsi, anche se le diverse patologie si "influenzano" a vicenda favorendo un'amplificazione dei danni sulle arterie.
Vi sono dei test del rischio (calcolo del punteggio individuale) semplici e attendibili, che possono essere verificati dai medici di famiglia e usati nell'ambito del progetto prevenzione primaria